# Арден-Кларк, Чарльз Ноубл
Сэр Чарльз Ноубл Арден-Кларк (англ. Charles Noble Arden-Clarke; 25 июля 1898, Борнмут, Великобритания — 16 декабря 1962, Силехам, Великобритания) — губернатор Золотого Берега (1949—1957), генерал-губернатор Ганы (1957).

## Биография
Арден-Кларк получил образование в школе Россолл. Он был постоянным комиссаром протектората Бечуаналенд (ныне Ботсвана) в период с 1937 по 1942 год, когда правящий регент Чекеди Хама находился в ожесточённом конфликте с британскими властями. Он был постоянным комиссаром Басутоленда с августа 1942 года по ноябрь 1946 года, а в 1946 году был назначен первым губернатором недавно созданной британской коронной колонии Саравак, которая была передана в 1946 году Королевством Саравак. Во время своего губернаторства в Сараваке местные жители презирали его, поскольку после его назначения Саравак был охвачен движением против ликвидации государства Саравак, что привело к убийству его преемника Дункана Стюарта в 1949 году радикальными членами движения против ликвидации.
После Саравака он был последним губернатором Золотого берега (ныне Гана) с августа 1949 по 1957 год, поселившись в форте Кристиансборг. 12 февраля 1951 года он санкционировал освобождение Кваме Нкрумы из заключения в Джеймс Форт. После обретения независимости он был назначен первым генерал-губернатором Ганы в 1957 году. Принятие Арден-Кларком африканцев и его отношение к Кваме Нкруме, вероятно, способствовали относительно плавному переходу Ганы к независимости.